# Alberto de Zavalía
Alberto de Zavalía   (Buenos Aires, 4 de maig de 1911 - Buenos Aires, 7 de maig de 1988) va ser un guionista, director i productor de cinema argentí. Va estar casat amb l'actriu Delia Garcés.

## Filmografia

### Director
- El otro yo de Marcela (1950)
- La doctora quiere tangos (1949)
- De padre desconocido (1949)
- El hombre que amé (1947)
- Rosa de América (1946)
- El gran amor de Bécquer (1946)
- El fin de la noche (1944)
- Cuando florezca el naranjo (1943)
- Malambo (1942)
- Concierto de almas (1942)
- 20 años y una noche (1941)
- La maestrita de los obreros (1941)
- Dama de compañía (1940)
- La vida de Carlos Gardel (1939)
- Los caranchos de la Florida (1938)
- Escala en la ciudad (1935)

### Productor
- El hombre que amé (1947)
- Estrellita (1947)
- La honra de los hombres (1946)
- Casa de nines (Casa de muñecas) (1943)
- Malambo (1942)
- Su primer baile (1942)
- Escala en la ciudad (1935)

### Guionista
- El otro yo de Marcela (1950)
- La doctora quiere tangos (1949) (guionista)
- La vida de Carlos Gardel (1939)
- Los caranchos de la Florida (1938)
- Escala en la ciudad (1935)